# 群星匯正音
《群星匯正音》是自1995年3月4日至1995年4月1日由香港電台電視部播放的教育節目，由何文匯和陳玉蓮主持，是第一部以粵語正音為題材的節目。
此節目透過娛樂與教育並重的戲劇形式，引起觀眾對粵語正音的關注；並且提供正確發音示範，幫助大眾消除一般粵語發音的毛病。

## 每集內容
| 集數 | 播映日期      | 內容 | 編導            |
| 1    | 1995年3月4日  | 何文匯博士發起粵語正音大行動，設計了電腦過三關的正音測試來甄選粵語正音大使，為他宣揚正音的訊息。首先得到這榮譽的是何家勁飾演的展昭大俠、張學友和梁朝偉。陳玉蓮成爲何博士的助手後，推動正音不遺餘力，分別糾正了好友梅小惠和車房工人阿張（施介強飾）的粵語發音。而梁朝偉駕車險些撞傷樓南光，在討論賠償時，帶出了一般人讀‘我(ngo5)’‘你(nei5)’等字的起音錯誤和‘八(baat8)’，百(baak8)’等字的收音錯誤。 | 李慶華 / 徐志文 |
| 2    | 1995年3月11日 | 淘氣的郭富城抵受不了雪糕的引誘，一本正經地過了三關而成為了正音大使。周慧敏和李克勤則與何博士歌曲匯正音。正音大行動漸受關注，羅慧娟飾演的銀行經理也邀請何博士想辦法糾正銀行職員在工作上常犯的錯誤發音。小侍應古巨基遇上飛越時空而來的展大俠，討教了不少正音問題，更目睹他如何以不凡的身手和正確的發音從容應付歹徒。 | 李慶華 / 徐志文 |
| 3    | 1995年3月18日 | 粵語正音大使羅文在接受楊吉璽訪問時，道出自己的成功之道和正音要訣‘準確發音，增強信心！’。郭富城在公園與上小賊羅啟新，不但喚醒了他的良知，而且糾正了他的發音。在圖書館中，學生文頌嫻正為學習粵語正音感到困惑之際，碰上了何博士，獲受粵音拼音法。而何博士在夢中見到字正腔圓的李嘉欣，不待她過三關，便為她扣上正音大使襟章。就在這時，陳玉蓮突然出現，開展了一段神奇詭秘的劇情。 | 李慶華 / 徐志文 |
| 4    | 1995年3月25日 | 餐廳中，李克勤遇上滿口錯音的侍應黃一山，忍不住給他上了正音一課。而黎明不愧為正音大使，出口成章，發音正確，與何博士惺惺相惜。在化妝間裏，發音毫不準確的賈公子（羅君左飾）向周慧敏示愛，卻被教訓一頓。何博士乘搭升降機時，眼見猴子、鱷魚和老虎正邊吵架邊打架。鱷魚正在説：“你就是大名......”時，猴子以為何博士是騙他妹妹離家出走的朱大明。何博士聽到後，也誤認自己為何家勁。林憶蓮在實驗室過三關時遇上停電，好事多磨；但堅毅的她最終也成為正音大使。何博士主持‘N計劃’講座，強調鼻音聲母[n-]的重要性，連說普通話的陳德容也感到莫大興趣，請他和下午茶，向他討教一番。 | 李慶華 / 徐志文 |
| 5    | 1995年4月1日  | 癡情歌迷鄭敬基向林憶蓮示愛，雖然遭到拒絕，但卻學會了準確發音。鄭柏林在黎明哥哥的指點下，分辨出‘橙(caang2)’和‘鏟(caan2)’收音的不同之處。洪楗華和鄭嘉穎兩個籃球小子，不懂得‘男(naam4)’、‘藍(laam4)’和‘女(neoi5)’、‘呂(leoi5)’起音有別，常常因此而發生爭執，最後得到張學友解開疑團。江希文和梁漢文在卡拉OK因漠視羅文的正音大使身份而被羅文催眠做懲罰，卻因而糾正了錯誤的發音。而壓軸出場的正音大使正是何博士的得力助手陳玉蓮。 | 李慶華 / 徐志文 |

## 正音大使列表
1. 李克勤
2. 李嘉欣
3. 何家勁（以「展昭」名義）
4. 林憶蓮
5. 周慧敏
6. 張學友
7. 郭富城
8. 梁朝偉
9. 黎明
10. 羅文

## 過三關
- 第一關：測試[l-]和[n-]聲母發音。

[l-] 行李、黎民、蘆葦、連接、籃球、豺狼、龍鳳、道路、伴侶、衰老、能力、優良、混亂、燦爛、蘭花、嚼蠟、離開、快樂、零落。
[n-] 我你、泥土、奴役、年月、男女、背囊、農民、憤怒、兒女、頭腦、沉溺、爹娘、幼嫩、災難、難易、接納、呢喃、承諾、寧靜。
- 第二關：測試[ng-]聲母發音。

[ng-] 牙齒、金銀、忘我、天涯、傲慢、海岸、眼目、才藝、飢餓、軒昂、耕牛、音樂、風雅、遨遊、藕絲、天鵝、內外、容顏。
- 第三關：測試[-ng]和[-n]韻尾以及[-k]和[-t]韻尾發音。

[-ng] 冷酷、剛強、勇猛、等候、耕田、縱橫、盲目、強硬、烹飪、杭州、更改。
[-n] 懶惰、乾燥、早晚、躉船、奸邪、歸還、蠻夷、鴻雁、攀山、寒冷、根本。
[-k] 南北、百姓、勒索、水墨、頭角、阻塞、平仄、策劃、果殼、負責。
[-t] 紙筆、八方、菩薩、蜂蜜、分割、得失、品質、察覺、呼喝、書札。
- 所有雜聲也會導致「過三關」測試中斷, 必須從頭再來。

## 其他事項：日常錯讀字10選
何文匯博士在第五集介紹了10個他認為日常被錯讀的字，雖然他的所謂正讀與普遍讀音明顯不同。
·‘愉快’的‘愉’應讀‘娛(jyu4)’，不應讀‘遇(jyu6)’。
·‘活躍’的‘躍’應讀‘藥(joek9)’，不應讀‘約(joek8)’。
·‘緋紅’的‘緋’應讀‘非(fei1)’，不應讀‘匪(fei2)’。
·‘綜合’的‘綜’應讀‘眾(zung3)’，不應讀‘宗(zung1)’。
·‘緩慢’的‘緩’應讀‘換(wun6)’，不應讀‘援(wun4)’。
·‘銘感’的‘銘’應讀‘名(ming4)’，不應讀‘茗(ming5)’。
·‘眼眸’的‘眸’應讀‘謀(mau4)’，不應讀‘茂(mau6)’。
·‘友誼’的‘誼’應讀‘義(ji6)’，不應讀‘宜(ji4)’。
·‘嬌媚’的‘媚’應讀‘味(mei6)’，不應讀‘眉(mei4)’。
·‘頒獎’的‘頒’應讀‘斑(baan1)’，不應讀‘攀(paan1)’。
特別是，‘友誼’的‘誼’和‘義’是同音同義字。

## 外部連結
- 群星匯正音 1995 - 香港電台電視節目資料庫 （页面存档备份，存于）